# Fusha
Fusha (kinesiska: 阜沙) är en köping i sydöstra Kina. Den ligger i staden Zhongshan i provinsen Guangdong, omkring 53 kilometer söder om provinshuvudstaden Guangzhou. Antalet invånare är 57 644. Befolkningen består av 26 172 kvinnor och 31 472 män. Barn under 15 år utgör 13,0 %, vuxna 15-64 år 81 %, och äldre över 65 år 4,0 %.